# Coccomyces boydii
Coccomyces boydii är en svampart som beskrevs av A.L. Sm. 1908. Coccomyces boydii ingår i släktet Coccomyces och familjen Rhytismataceae.   Inga underarter finns listade i Catalogue of Life.